# BBC Radio Lancashire
BBC Radio Lancashire – brytyjski kanał radiowy, należący do publicznego nadawcy BBC i pełniący w jego sieci rolę stacji lokalnej dla hrabstwa Lancashire. Stacja została uruchomiona w 1971 roku i przez pierwsze dziesięć lat nosiła nazwę BBC Radio Blackburn. 
Audycje własne rozgłośni produkowane są w ośrodku BBC w Blackburn. Oprócz nich stacja emituje programy siostrzanych stacji lokalnych BBC z Leeds i Salford, a także audycje ogólnokrajowego BBC Radio 5 Live. Stacja dostępna jest w całym Lancashire w analogowym przekazie naziemnym, a w części hrabstwa również w przekazie cyfrowym. Oprócz tego można jej słuchać w Internecie. 